# Coelopleurus granulatus
Coelopleurus granulatus is een zee-egel uit de familie Arbaciidae. De wetenschappelijke naam van de soort werd voor het eerst geldig gepubliceerd in 1934 door Theodor Mortensen.